# Nader al-Dahabi
Nader al-Dahabi (em árabe: نادر الذهبي; Amã, 7 de outubro de 1946) é um político e militar jordano, nomeado primeiro-ministro do seu país em 25 de novembro de 2007, ocupando este cargo até 14 de dezembro de 2009. Sucedeu a Marouf al-Bakhit.

## Carreira
Ele ingressou na Força Aérea Real da Jordânia como cadete em 1964, e então conseguiu o cargo de comandante assistente da Força Aérea Real da Jordânia para logística de 1992 a 1994.
Ele foi CEO da Royal Jordanian Airlines de 1994 a 2001, e atuou como presidente da Arab Air Carriers Organization de 1994-1995.
Dahabi também é presidente do conselho da Royal Jordanian Falcons desde 1994, é membro do conselho da Royal Jordanian Academy.
Ele foi o primeiro árabe a servir como presidente da IATA de 1996 a 1997 e atuou como membro do conselho de governadores da IATA de 1995 a 1998. Ele foi nomeado Ministro dos Transportes pelo primeiro-ministro Ali Abu al-Ragheb em 2001.
Em março de 2004, Dahabi foi nomeado comissário-chefe da Autoridade da Zona Econômica Especial de Aqaba, uma zona econômica especial estabelecida em 2001 na cidade de Aqaba, no Mar Vermelho.
Em 25 de novembro de 2007, ele foi nomeado Primeiro-Ministro e Ministro da Defesa e formou o primeiro governo da Jordânia com quatro mulheres.
O irmão de Dahabi, Mohamad, foi até janeiro de 2008 o chefe da Direção de Inteligência Geral.